# Neuron
Neuron — це рецензований науковий журнал, який видається раз на два тижні Cell Press (Elsevier). Він був заснований у 1988 році та охоплює нейронауку та пов'язані з нею науки та дисципліни.
Усвідомлюючи швидке зростання та важливість нейронауки, Cell Press вирішив створити спеціальну платформу для поширення високоякісних досліджень у цій галузі. Таким чином, Neuron було створено, щоб служити центром для спільноти нейронаук, забезпечуючи форум для дослідників, щоб ділитися своїми висновками, обговорювати нові ідеї та сприяти співпраці.
Журнал охоплює широкий спектр тем, пов'язаних із нейронаукою, включаючи клітинну та молекулярну нейронауку, системну нейронауку, когнітивну нейронауку та нейробіологію захворювань. Neuron прагне сприяти міждисциплінарному діалогу, оскільки публікує дослідження з різних наукових дисциплін, що відображає різноманітність галузі.
З моменту свого заснування Neuron швидко зарекомендував себе як один із найвпливовіших і високоцитованих журналів у галузі нейронауки. Імпакт-фактор журналу, показник середньої кількості цитувань опублікованих статей, незмінно посідає одне з перших місць у своїй галузі. Це визнання відображає високу якість і значущість досліджень, опублікованих у Neuron, а також прагнення журналу вдосконалювати розуміння нервової системи та її розладів.
Нинішнім головним редактором є Маріела Цірлінгер. Редакторами-засновниками були Лілі Ян, А. Джеймс Гадспет, Луї Райхардт, Роджер Ніколл і Зак Холл. Колишнім головним редактором була Катя Броуз.